# Otemachi One
Otemachi One（大手町ワン）は、東京都千代田区大手町に位置する三井物産と三井不動産が進めた複合開発で整備されたオフィス、ホテル、ホール等からなる施設。

## 概要
順次建て替え更新が進む大手町地区にあって、将門塚を取り囲む、旧三井物産ビル、大手町一丁目三井ビルディング、大手町パルビルの3つの敷地を一つにまとめる形で開発され、東京駅の皇居側一帯、大手町・丸の内・有楽町地区の価値向上、活性化を目指した「大丸有まちづくり協議会」と連携しつつ、国家戦略特区認定を受け、都市再生特区により施設整備が行われた。
新型コロナウイルスの感染拡大に伴い、当初予定より遅れて開業したが、三井物産ビルとOtemachi One タワーからなる今回の計画は、法的には一棟の「建築」として扱われ、地下道と接続することによって地上とのネットワークを整備し、2022年（令和4年）末には皇居と将門塚につながる約6,000mの大規模広場空間「Otemachi One Garden」も完成し、老朽化した大手町地区の熱源を賄う地域冷暖房施設の更新も同時に行われている。
2棟は低層部が一体となっており、地下階から地上1階に商業空間の「Otemachi One Avenue」、3階に「大手町三井ホール」、3・4階に「大手町三井カンファレンス」が設置されたほか、Otemachi One タワー頂部には「フォーシーズンズホテル東京大手町」も入った。
全体のデザインは三井物産ビルとOtemachi One タワーを対比的なデザインとしながらも、低層部では前者が後者に組み込まれた一体的な構成としている。三井物産ビルは皇居側に建つというコンテクストを考慮して、日本の伝統的な木組みをモチーフとして石張りで水平基調の温かみのあるデザインとしたのに対し、都市側と解釈される東側のOtemachi One タワーは、垂直線を強調したメタリック感のあるクールなデザインとなっている。
2024年には、日本建設業連合会が主催する第65回BCS賞を受賞した。
Otemachi One Avenue
大手町駅と直結した地下2階から地上1階に展開の商業空間。フード、カフェ、クリニックおよび銀行等のサービスで構成される30店舗が出店。
大手町三井ホール
都市再生特区の中で地域に貢献する機能の一つとして3階に整備されたホール。幅18メートル×奥行38メートル、面積211坪（約700平方メートル）。収容人数はコンサート形式で最大560名、シアター形式で約638席、スクール形式で約480席。
ロールバックチェアや昇降ステージに加え、ガラスの外壁側に格子状の音響調整板を昇降させることで壁の反響音をコントロールし、様々なシーンに合わせた空間と音環境を可能にした。床材はすべて三井物産の社有林から切り出した材を使用している。
大手町三井カンファレンス
3・4階に配置の貸し会議室。8室設置。

## 三井物産ビル
ほぼ三井物産の本社機能が入るが、内部に柱型が出ない10.8mという大スパンのアウトフレーム、眺望を活かす横連窓、西日対策のための透明感あるロールスクリーンなど、当時の最先端オフィスとして知られた旧本社ビルの設計思想が継承されている。
新社屋のオープンを機に、かつて見られた社外の人がふらっと立ち寄れる職場環境を取り戻せないか。という中堅社員の発想をもとに、20フロアを使い、このうち8フロアに社外の人を招く場が設けられた。広さは8フロア全体の約3割。ソファが並び意見交換ができる場や、案件ごとに中小規模の議論をする場、アートが配置されたデジタルビジネスを推進する場などがあり、取引先や投資先の人は、三井物産社員が同伴すれば利用できる。このスペースを確保するため、社員の席数（約3000席）は旧本社より3割減らされた。

## Otemachi Oneタワー
頂部のホテルと、1100坪を超すメガプレートのハイグレードのオフィスで構成され、三井物産ビル側をコアとすることで皇居側への良好な眺望が確保されたことに加え、地上レベルでも日比谷通りからの皇居の緑が感じられる景観的配慮が行われている。
入居する主な企業
- 農林中央金庫 - 7階から10階を取得して、2022年度にDNタワー21から本店を移した[13]。
- 出光興産 - 帝劇本社・台場オフィス[注 1]・JPタワーオフィスを本タワーに集約。
- デル・テクノロジーズ[14]
- PwC Japanグループ（PwCコンサルティング合同会社、PwC税理士法人）
- UBSグループ（UBS証券、UBS銀行東京支店、UBSアセット・マネジメント、UBSジャパン・アドバイザーズ）
- ブリストル・マイヤーズ スクイブ株式会社（ブリストル・マイヤーズ スクイブの日本法人）

### フォーシーズンズホテル東京大手町
3階、34〜39階に展開するホテルで、三井不動産リゾートマネジメントが運営する。開業にあたり三井不動産はフォーシーズンズ・ホテルズとのマネジメント契約を締結。ホテルの土地は三井不動産が所有し、フォーシーズンズからホテル運営に関するノウハウ提供を受ける。
39階にロビーやレストランフロア、34階〜38階に全190の客室、会議室等で構成し、3階には12人が着席できる会議室、100人以上が着席できる披露宴会場も設けた。またロビー階にはスパやプール、フィットネスジムも配した。
ジャン・ミシェル・ギャシーが率いる、デニストン・インターナショナル・アーキテクト・アンド・プランナーズが客室やその他共用施設のインテリアデザインを担当。39階のレストランエリアはデザイン スタジオ スピンが手掛けた。

## Otemachi One Garden
I期工事では、ランドスケープデザイナーである Office ma の 提案により進められた印象的な水景施設と、II期工事では敷地西側の広場空間まで来訪者を導く歩行者ネットワークが実現し、日常の憩いの場や各種イベント活用を想定し高木に囲まれた緑豊かな芝生広場がつくられた。2022年末全体が完成した Otemachi One Garden は、今回のプロジェクトにおける前庭であり、皇居の緑へ街をつなぐとともに、大手町から竹橋へと続く歩行者ネットワーク整備の役割を担う。